# Vnitrozemská vodní cesta
Vnitrozemská vodní cesta (v legislativní zkratce jen vodní cesta) je podle českého zákona o vnitrozemské plavbě (č. 114/1995 Sb.) každý vodní tok nebo jiná vodní plocha, na kterých je možné provozovat plavbu, tj. provozovat plavidlo.

## Součásti vodní cesty
Součástmi vodní cesty podle § 2 a přílohy č. 1 zákona o vnitrozemské plavbě jsou
- opevnění břehů, plavební mosty, plavební tunely a lodní propustě
- pobřežní obslužné cesty vodního toku
- plavební znaky na hladině, na březích, na mostech a na jiných objektech a zařízeních, která křižují vodní cesty a kilometráž vodní cesty
- uzavírací objekty na plavebních kanálech, zařízení pro regulaci stavu vody, nádrže pro nalepšování průtoků na vodní cestě, vodočty a výstražná zařízení
- jezy a ostatní vzdouvací zařízení
- plavební komory, lodní zdvihadla (svislá nebo šikmá) včetně rejd a úsporných komor, příp. jiná speciální plavební zařízení pro řízení plavby a její bezpečnost
- vodní části, břehové úpravy, nábřežní zdi a vyvazovací zařízení přístavů
- vyvazovací a vodící zařízení (kotevní bóje, dalby, záchytné kůly, dopravní majáky, svodidla a odrazné trámy),
- pohyblivé můstky a ostatní zařízení přístavišť
- zařízení k vybírání plavebních poplatků
- velíny a jiná zařízení a objekty, sloužící bezprostředně k provozu vodní cesty nebo jejich součástí.

## Dělení vodních cest v Česku
Podle významu a způsobu užívání a správy se vnitrozemské vodní toky dělí v České republice na různé kategorie:
- sledované vodní cesty (stavby na nich lze zřizovat jen se souhlasem plavebního úřadu)
  - vodní cesty dopravně významné (za rozvoj a modernizaci odpovídá ministerstvo dopravy, zákon stanoví jejich seznam a vyhláška stanoví jejich rozdělení do tříd a další parametry)
    - vodní cesty využívané
    - vodní cesty využitelné

  - vodní cesty účelové (na nich je provozována pouze rekreační plavba a vodní doprava místního významu a jejich seznam určuje vyhláška ministerstva dopravy)
- ostatní vodní cesty

## Třídy
Třídy vodních cest vyjadřují parametry (délku, šířku, výšku, ponor a nosnost) největšího návrhového plavidla, pro které je vodní cesta určena. Třídy I až III (a přidaná třída 0) jsou cesty místního významu, třídy IV, Va, Vb, VIa, VIb, VIc a VII cesty mezinárodního významu.

## Vodní cesty v Česku
Zákon o vnitrozemské plavbě stanoví seznam využívaných a využitelných vodních cest. Mezi využívané cesty patří úseky Labe, Vltavy a Moravy; zařazeny jsou do tříd 0, I, IV a Va. Mezi využitelné cesty patří úseky Labe, Bečvy, Odry, Ostravice, Berounky a Ohře. Mezi účelové cesty patří podle § 3 vyhlášky č. 222/1995 Sb. úseky Labe, Vltavy, Malše, Lužnice, Otavy a Sázavy a kolem 30 vyjmenovaných jezer a jezera s těžbou štěrkopísku. Mezi ostatní (nesledované) vodní cesty patří zejména úseky řek využívané ke sportovní kanoistice a raftingu a menší sportovně využívané vodní plochy.

## Provoz na vodní cestě
Vodní doprava měla význam zejména v době, kdy ještě nebyla rozvinutá doprava silniční a železniční. Poplatky za údržbu vodní cesty byly zpravidla zahrnuty v různých formách plavebních dávek, v nichž byly často smíšeny i s celními poplatky. Na přelomu 18. a 19. století docházelo k postupnému rušení říčních cel, respektive důslednému oddělování cel od plavebních dávek. Na Labi byly plavební dávky zrušeny smlouvou severoněmeckého bundu s Rakouskem v roce 1870. V Německu se do říšské ústavy roku 1871 dostalo ustanovení čl. 54 odst. 4, podle nichž se na přirozených vodních cestách mohou vybírat poplatky jen za používání zvláštních zařízení k ulehčení dopravy, přičemž tyto poplatky ani poplatky za použití státních umělých vodních cest nesmí přesahovat náklady na údržbu. Rovněž ve Francii byla v té době zproštěna poplatků plavba po řekách a státních průplavech.
V současné době český Zákon o vnitrozemské plavbě nestanoví výslovně právo obecného bezplatného užívání vodních cest, ale vzhledem k historické tradici bývá v tomto smyslu vykládán. Vodní zákon (254/2001 Sb.) v § 7 stanoví, že k použití povrchových vod k plavbě není třeba povolení vodoprávního úřadu. Vodní zákon rovněž stanoví některá obecná omezení plavby. Povrchové vody lze užívat k plavbě jen tak, aby při tom nedošlo k ohrožení zájmů rekreace, jakosti vod a vodních ekosystémů, bezpečnosti osob a vodních děl; rozsah a podmínky užívání povrchových vod k plavbě stanoví Ministerstvo dopravy v dohodě s Ministerstvem životního prostředí ve spolupráci s Ministerstvem zemědělství vyhláškou.
Na dopravně významné vodní cestě může plavební úřad (jímž je Státní plavební správa) dočasně omezit nebo zastavit provoz, je-li narušena provozuschopnost. Říční informační služby („RIS“) jsou bezplatně a nepřetržitě zpřístupněný informační systém veřejné správy, obsahující soubor informací vztahujících se k podpoře řízení provozu a dopravy ve vnitrozemské plavbě na vymezených vodních cestách.
Na vodní cestě smí být provozováno pouze takové plavidlo, které splňuje podmínky stanovené zákonem. Účastník provozu na vodní cestě je povinen dodržovat pravidla provozu na vodní cestě (Řád plavební bezpečnosti). Provozovatelé plavidel jsou povinni přizpůsobit provoz plavidla na všech typech vodních cest povaze a stavu vodní cesty.

## Splavnost
Splavnost je vlastnost vodního toku, která popisuje dostupnost vodní dopravy po daném toku, nebo jeho části. Závisí především na výšce vodního sloupce. Též se rozděluje podle typu plavidla. Splavnost řek je také dána jejich polohou. Peřejnaté úseky mají dostatek vody zhruba od února do května, řeky položené v nížinách jsou ideální od června do září.